# KBS홀
KBS홀(KBS Hall)은 서울특별시 영등포구 여의공원로 13(여의동)에 위치한 연면적 10,890m2의 종합 공연장이다. 명칭 그대로 한국방송공사 소유의 건물이며, 1991년 9월 7일에 개관했다.

## 개요
방송사 신관 건물 바로 옆에 있으며, 총 좌석 수는 1,661석이다. 가변식 무대와 오케스트라 피트가 설치되어 있어서 오페라나 발레, 뮤지컬 등의 무대 작품 공연도 열리고 있으며, 방송사 주최의 대규모 특집 프로그램, 시상식 등에도 이용되고 있다.
홀 개관으로 이렇다할 대규모 공연장이 없던 서울 서부 지역의 문화예술 공연 개최가 용이해졌으며, 열린음악회 등 텔레비전 실황공연 프로그램들의 생방송도 특별한 경우를 제외하면 이 홀에서 이루어지고 있다. 방송사 소속 악단들인 KBS 교향악단과 KBS 국악 관현악단의 상주 공연장으로도 사용되고 있다.

## 지역별 홀
KBS홀이라는 이름의 공연장은 이외에도 광역시도별 부산과 울산, 창원에 하나씩 있으나, 대개 지역명을 끼워넣어 'KBS 부산홀', 'KBS 울산홀', 'KBS 창원홀' 로 표기하여 구별한다.
인근 KBS 건물 사진

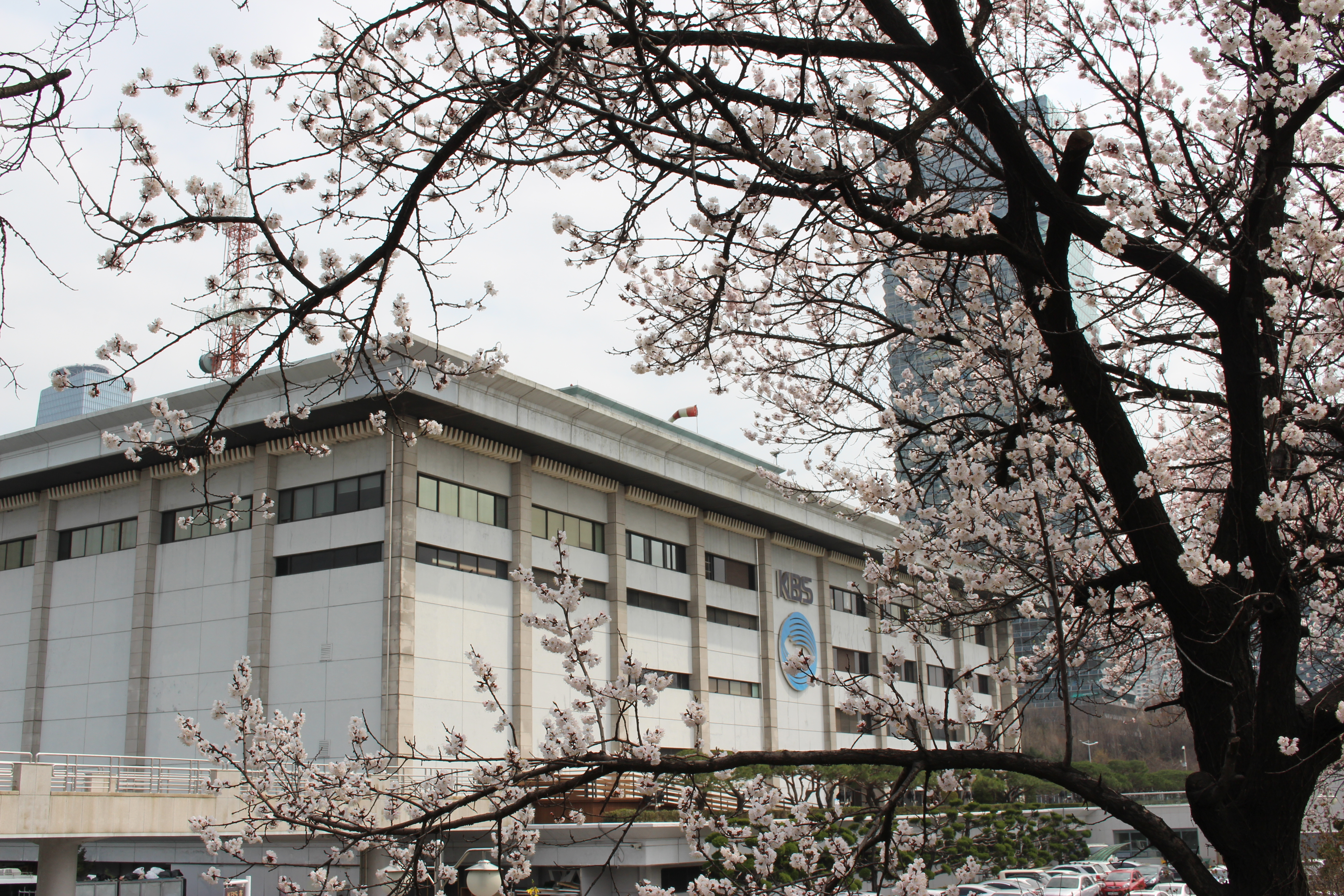
KBS 아트홀
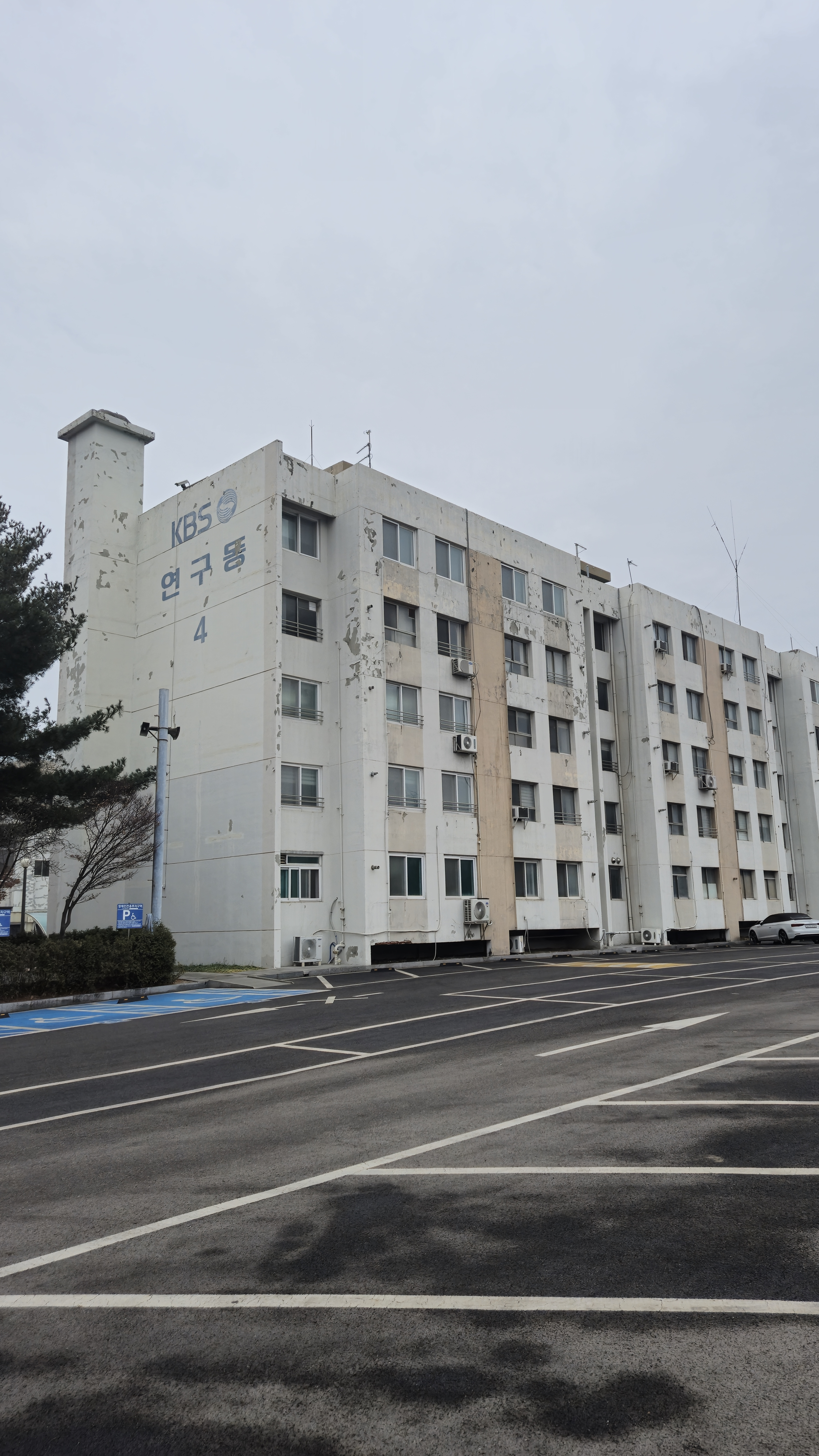
국회대로62길 4(방송문화센터, 연구동)
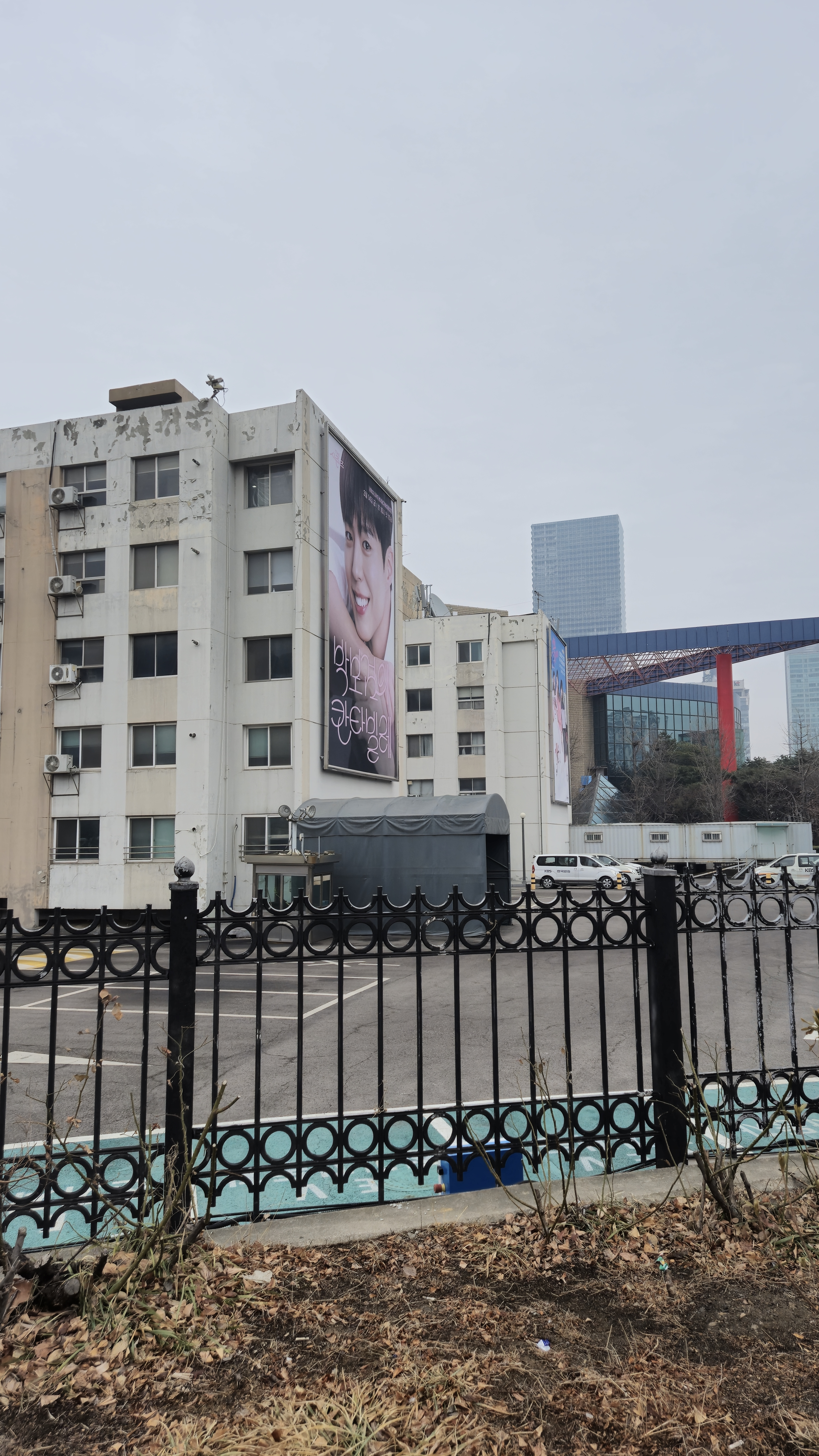
국회대로62길 4(방송문화센터, 연구동)